# Monika Unferferth
Monika Unferferth (* 1942 in Bochum) ist eine deutsche Fernsehmoderatorin, Regisseurin und Modeschöpferin.

## Leben
Monika Unferferth wuchs in Leipzig auf und lernte von 1958 bis 1962 Hochbauzeichnerin. Bereits in ihrer Lehrzeit bewarb sie sich beim DDR-Fernsehen (DFF) und war nach ihrer Anstellung eine der jüngsten Fernseh-Ansagerinnen beim DFF. Von 1984 bis 1989 moderierte sie die Sendereihe Modekiste. Ab 1991 moderierte sie die Reihe Trend unterwegs, die von 1992 bis 1995 beim ORB lief und für die sie später auch Regie führte.
Sie arbeitet seit 1998 als freie Regisseurin für Werbe- und Imagefilme.
Seit 1975 lebte sie mit dem DEFA-Regisseur Frank Beyer zusammen, den sie 1985 heiratete. Die Ehe wurde später geschieden.